# 데이 콜 미 지그 로봇
데이 콜 미 지그 로봇(Lo chiamavano Jeeg Robot, They Call Me Jeeg Robot)은 이탈리아에서 제작된 가브리엘 마이네티 감독의 2015년 드라마, 액션, 코미디, SF 영화이다. 클라우디오 산타마리아 등이 주연으로 출연하였다.

## 출연

### 주연
- 클라우디오 산타마리아
- 루카 마리넬리

### 조연
- 살바도레 에스포시토